# الأسباب والعلامات في الطب (كتاب)
الأسباب والعلامات في الطب  هو كتاب في العلوم الطبية ألفه النجيب السمرقندي، احتوى الكتاب على خبرات ومشاهدات السمرقندي العلمية بالإضافة إلى اشتماله على معلوماته الطبية التي اكتسبها من الكتب الأخرى ككتاب القانون في الطب لابن سينا.
من أسباب شهرة الكتاب الشرح الذي قام به نفيس الكرماني له والذي قام بإهدائه إلى السلطان ألوغ بك.